# Glossina tachinoides
Glossina tachinoides
Pour les articles homonymes, voir Mouche et Goma Tsé-Tsé.
Espèce
Glossina tachinoides est l'une des 23 espèces reconnues de mouches tsé-tsé (genre Glossina) et appartient au groupe des glossines riveraines/palpalis (sous-genre Nemorhina). Glossina tachinoides peut transmettre la trypanosomiase africaine, tant sous sa forme affectant le bétail que sous sa forme affectant l'homme,.

## Répartition
Glossina tachinoides était présente dans une large bande d'Afrique de l'Ouest et d'Afrique centrale, de la Guinée à l'ouest à la République centrafricaine à l'est, avec une population distincte plus à l'est, dans l'ouest de l'Éthiopie.
Des données sur la présence de G. tachinoides dans la littérature scientifique à comité de lecture pour la période 1990-2020 sont disponibles pour 13 pays. Ces pays sont le Bénin, le Burkina Faso, le Cameroun, la République centrafricaine, le Tchad, la Côte d'Ivoire, l'Éthiopie, le Gabon, le Ghana, le Mali, le Niger, le Nigéria et le Togo, tandis que les rapports en provenance de Guinée, du Soudan et de l'actuel Soudan du Sud remontent à des périodes plus anciennes,.

## References
1. 1 2 3  J. N. Pollock, « Manuel de lutte contre la mouche tsé-tsé Volume 1 : Biologie, systématique et répartition des tsé-tsé », openknowledge.fao.org,‎ 1982 (lire en ligne, consulté le 14 mai 2025)
2. ↑  Trypanosomiase humaine africaine : lutte et surveillance : rapport d’un comité d’experts de l’OMS, Genève, OMS, coll. « Série de rapports techniques del’OMS ; no. 984 », 2013 (ISBN 978-92-4-220984-6, lire en ligne)
3. ↑  (en) G. Cecchi, M. Paone, J. de Gier et W. Zhao, The continental atlas of the distribution of tsetse flies in Africa, Rome, FAO, coll. « PAAT Technical and Scientific Series, No. 12. », 2024 (ISBN 978-92-5-139040-5, DOI 10.4060/cd2022en, lire en ligne)
4. ↑  J.P. Dehoux, « Lutte contre Glossina tachinoides au Bénin. Utilisation particulière de piège-pneus imprégnés de deltaméthrine », Revue d'élevage et de médecine vétérinaire des pays tropicaux, vol. 46, no 4,‎ 1er avril 1993, p. 581–589 (ISSN 1951-6711, DOI 10.19182/remvt.9414 , lire en ligne)
5. ↑  Lassane Percoma, Jean Baptiste Rayaissé, Geoffrey Gimonneau, Zakaria Bengaly, Sié Hermann Pooda, Soumaïla Pagabeleguem, Rasmané Ganaba, Adama Sow, Rafael Argilés, Jérémy Bouyer, Moussa Ouedraogo, Weining Zhao, Massimo Paone, Issa Sidibé et Ouedraogo/Sanon Gisele, « An atlas to support the progressive control of tsetse-transmitted animal trypanosomosis in Burkina Faso », Parasites & Vectors, vol. 15, no 1,‎ 4 mars 2022, p. 72 (ISSN 1756-3305, PMID 35246216, PMCID 8895521, DOI 10.1186/s13071-021-05131-4 )
6. ↑  J.P. Gouteux, E. Pounekrozou, D. Cuisance, M. Mainguet, F. D'Amico et F. Le Gall, « Tsé-tsé et élevage en République Centrafricaine: le recul de Glossina morsitans submorsitans (Diptera, Glossinidae). », Bulletin de la Société de Pathologie Exotique, vol. 87,‎ 1994, p. 52–56
7. ↑  (en) Noël Ndeledje, Jérémy Bouyer, Frédéric Stachurski, Patrice Grimaud, Adrien Marie Gaston Belem, Fidèle Molélé Mbaïndingatoloum, Zakaria Bengaly, Idriss Oumar Alfaroukh, Guiliano Cecchi et Renaud Lancelot, « Treating Cattle to Protect People? Impact of Footbath Insecticide Treatment on Tsetse Density in Chad », PLOS ONE, vol. 8, no 6,‎ 14 juin 2013, e67580 (ISSN 1932-6203, PMID 23799148, PMCID 3682971, DOI 10.1371/journal.pone.0067580 , Bibcode 2013PLoSO...867580N)
8. ↑  Tsegaye Gebre, Berisha Kapitano, Dagnachew Beyene, Dereje Alemu, Ahimedin Beshir, Zelalem Worku, Teshome Kifle, Ayana Selamu, Endalew Debas, Aschenaki Kalsa, Netsanet Asfaw, Weining Zhao, Massimo Paone et Giuliano Cecchi, « The national atlas of tsetse flies and African animal trypanosomosis in Ethiopia », Parasites & Vectors, vol. 15, no 1,‎ 28 décembre 2022, p. 491 (ISSN 1756-3305, PMID 36578020, PMCID 9798648, DOI 10.1186/s13071-022-05617-9 )
9. ↑  Boucader Diarra, Modibo Diarra, Oumar Diall, Boubacar Bass, Youssouf Sanogo, Etienne Coulibaly, Mahamadou Sylla, Weining Zhao, Massimo Paone et Giuliano Cecchi, « A national atlas of tsetse and African animal trypanosomosis in Mali », Parasites & Vectors, vol. 12, no 1,‎ 9 octobre 2019, p. 466 (ISSN 1756-3305, PMID 31597558, PMCID 6784336, DOI 10.1186/s13071-019-3721-3 )
10. ↑  Jérémi Rouamba, Adamou Salissou, Hassane Sakandé, Vincent Jamonneau et Fabrice Courtin, « Identification des Villages à Risque (IVR) : pour un état des lieux de la Trypanosomiase Humaine Africaine au Niger », Confins, vol. 42,‎ 2019 (ISSN 1958-9212, DOI 10.4000/confins.22982 )
11. ↑  Jill de Gier, Giuliano Cecchi, Massimo Paone, Peter Dede et Weining Zhao, « The continental atlas of tsetse and African animal trypanosomosis in Nigeria », Acta Tropica, vol. 204,‎ 1er avril 2020, p. 105328 (ISSN 0001-706X, PMID 31904345, DOI 10.1016/j.actatropica.2020.105328, lire en ligne )
12. ↑  (en) G. Hendrickx, A. Napala, B. Dao, D. Batawui, R. De Deken, A. Vermeilen et J. H. W. Slingenbergh, « A systematic approach to area-wide tsetse distribution and abundance maps », Bulletin of Entomological Research, vol. 89, no 3,‎ 1999, p. 231–244 (ISSN 1475-2670, DOI 10.1017/S0007485399000358, lire en ligne )
13. ↑  (en) S. K. Moloo, « The Distribution of Glossina Species in Africa and Their Natural Hosts », International Journal of Tropical Insect Science, vol. 14, no 4,‎ 1er août 1993, p. 511–527 (ISSN 1742-7592, DOI 10.1017/S1742758400014211, Bibcode 1993IJTIS..14..511M, lire en ligne )